# Мика Миш (цртани лик)
Мика Миш је лик из истоименог стрипа, српска копија славног Дизнијевог јунака Микија Мауса. Стрип је цртао српски цртач руског порекла Иван Шеншин, а сценарио су писали Божидар Ковачевић и Светислав Лазић. Први пут се појавио 1932. године у стрип магазину Весели четвртак.

## Историја
Први Дизнијев филм са Мики Маусом почео је да се приказује у Краљевини Југославији 1930. године, свега две године после америчке премијере, новембра 1928. Веома брзо Дизнијеви јунаци постали су изузетно популарни и већ 1932. на страницама Веселог четвртка појавио се стрип „Мика Миш”. Главни јунак стрипа био је копија чувеног Дизнијевог јунака. Весели четвртак се појавио у продаји 7. јануара 1932. године у издању “Нове штампе” из Београда. Часопис који је излазио једном недељно и који је коштао два динара су уређивали Јелена Зрнић и Гргур Костић. Током раних тридесетих била је глобална појава да локални уметници присвајају јунаке популарне културе тог времена (као што је Мики Маус) и прилагођавју их властитим стриповима, илустрацијама, играчкама и другим занатским производима. Стрип је цртао Иван Шеншин до 34. наставка, а после тога непознати цртач који се потписивао иницијалима М. С. Стрип је излазио без званичне Дизнијеве лиценце.
Иако се радило о домаћој копији славног Дизнијевог јунака, Мика Миш је био по много чему самосвојствен и независтан у односу на свог америчког двојника. Ликовно је подсећао на Микија Мауса, али је карактерно више личио на јунака кога је створила ова средина.
Било је необично да се неко на Балкану прихватио обраде једног глобално популарног јунака у време када је и Дизнијев студио тек почео да, упоредо са ликом који се појављивао у анимираним филмовима, промовише и стрип варијанту Микија Мауса. Стрип са правим Микијем Маусом и осталим Дизнијевим ликовима почела је да објављује Политика тек 1935. године, три године након што је Мика Миш већ постао миљеник публике. Дуго времена, чак и после Другог светског рата, Микини савременици су Дизнијев оригинал називали именом копије - Мика. Иако многи мисле да је у питању само превод, Мика Миш је по много чему оригинални лик.

## Опис лика и радње
Аутори Мике Миша сматрали су да би било интересантно прилагодити Микија свом схватању света, друштва и дати му локалне карактеристике. Он је био рођени Београђанин и пустолов. Путовао је по свету, промовисао домаће вредности, слушао Радио Београд уз шљивовицу и роштиљ.
Радња ових прича се ослањала на Микине догодовштине у потрази за земљом „Невидиш”, а на тим авантурама га не прате познати јунаци Мини Маус, Хорације и други, већ пеликан, ној, два црнца и један јапански војник. У стрипу се виде многе сцене које се могу одредити као чисто српске, као на пример патуљци који свирају трубе, али највише то што Мика неколико пута напомиње да је његов родни град Београд. У једној епизоди, приликом посете Вашингтону, Мика чак одлази у биоскоп, како би одгледао филм где је главну улогу тумачио његов амерички алтер его - Мики Маус. Стрип води Мику Миша кроз удаљене пределе и узбудљиве ситуације. Он одлази у Африку, путује подморницом, доспева до Северног Пола, рони до света на дну океана, а пеликан га носи пут неба. У једној епизоди чак се придружује и циркусу, а када циркус банкротира Мика одлази пут Париза и Москве. Затим продужава и до кинеског ратишта, где указује помоћ како кинеским тако и јапанским војницима, испирајући им ране ракијом. Микини алтруистички напори били су примећени од самог јапанског Цара, који га награђује медаљом. Мало затим херој овог стрипа бива заробљен од стране кинеске војске и постављен право пред стрељачки вод. То је вероватно једини пут да се јунак налик Микију Маусу сучељава са пушкама које су уперене право у његово лице. Чудом, он и његови пријатељи ипак остају живи, захваљујући томе што су се претварали да меци нису промашили своју мету, и да су сви изгинули. Љут због кинеског варварства, јапански официр нуди Мики да се придружи њиховој војсци, али овај то одбија, уз речи: "Сваки човек брат је мој"! Убрзо затим Мика Миш брани кинески будистички храм од јапанских трупа, и чак пуца из топа на јапанску војску, али такође избављује јапанског војника од кинеске освете... Како се прича развија, надреалне ситуације смењују једна другу. Мика Миш се већ у наредној епизоди бори против дивљег индијанског племена, затим спасава пријатеља од напада помахниталог слона. Савременом читаоцу може посебно бити дегутантна сцена у којој јунаци користе лешину слона као чамац на којем плутају морем читава четири дана, доспевши након тога у Египат. У Египту Мика успева да се докопа радио апарата, на којем слуша Радио Београд и звук ћемана, што из мртвих буди мумију Фараона, који након тога тврди да је и сам српског порекла. Мика Миш затим продужава све до Вашингтона, само да би спасао тај град од Индијанског напада, и још једном добија медаљу, овај пут од америчких званичника. Мика је затим приказан како се релаксира уз џез музику, игра фудбал, побеђује на мото-тркама, у бокс мечу и на коњским тркама. Мика обилази европске центре као што су Париз, Лондон и Беч, а већ у следећој епизоди упушта се у борбу са гусарима, па чак у џунгли постаје пријатељ са диносаурусом...
Овакав сценарио има за циљ да пред читаоца непрекидно избацује чудне и егзотичне садржаје. Иако је далеко од политичке коректности, прича одражава жељу да се буде правичан и фер, и да се досегну неки високи циљеви, само уз помоћ искрености и простосрдачности. Овај стрип је сигурно далеко од софистицираности Дизнијеве продукције, чак и ако то јесте била инспирација и полазиште.

## Изглед стрипа
Стрип је рађен тако што је испод сцене, која је цртана у боји, био писан текст као опис. Текстови су углавном били у стиху.

## Утицај
Велика популарност овог лика довела је до тога да је 1936. године у Београду почео да излази стрип магазин под називом Мика Миш, који осим преузетог имена није имао превише везе са Ковачевићевим и Шеншиновим ликом, Мада је Шеншин цртао стрипове и за овај часопис.
Године 2016. објављено је репринт издање стрипа „Мика Миш”, као књига „Доживљаји Мике Миша”. Ово издање садржи све епизоде које су објављиване о овом јунаку од 1932. године. На почетку књиге штампани су уводници истраживача Дидјеа Геза и стрип цртача Саше Ракезица на српском и енглеском језику, а на крају и биографије свих аутора који су радили на стрипу.